# Eugenio Montale
Eugenio Montale (Génova, 12 de outubro de 1896 — Milão, 12 de setembro de 1981) foi um poeta, prosador, jornalista e tradutor italiano, ligado aos chamados "poetas herméticos".

## Biografia
Eugênio Montale nasceu em Gênova em 1886. Era o sexto e último filho de uma família de prósperos comerciantes de produtos químicos de Gênova. Seus pais eram provedores, entre outros, da família Italo Svevo. Montale teve problemas de saúde na infância, o que o obrigou a interromper os estudos. Sua irmã Mariana se encarregou de seus cuidado, e teve importância em sua formação intelectual ao orientar a ele as suas leituras. 
Sua infância foi passada em Monterosso, nas Cinque Terre do Mar da Ligúria. Queria ser cantor e, quando retomou os estudos formais, teve aulas de canto ao mesmo tempo, finalizando o liceu e passando a trabalhar no comércio de produtos químicos do negócio de seu pai, em 1915.
Em 1917, foi incorporado ao exército e participou da Primeira Guerra Mundial, experiência que também teria ressonância em sua poesia. Após a Grande Guerra, Montale entra para a escola de aplicação onde conhece Sergio Solmi. Em 1920 ele publica o seu primeiro artigo. Em 1922, a revista torinense Primo Tempo, dirigida por Giacomo Debenedetti, Mario Grosso e Sergio Solmi publica poemas de sua autoria. Em 1925 publica o seu primeiro livro, Ossi di Seppia. Ainda nesta década, ele passa a colaborar para a revista Il Barreti, de Piero Gobetti. 
Em 1925, Eugenio Montale assina o manifesto dos intelectuais antifascistas. Em 1927 muda-se para Florença, onde trabalha para a editora R. Bemporad & Filho. Neste período  ele conhece a mulher com quem estabelecerá um relacionamento profundo e que durará muitos anos, Drusilla Tanzi, mas que, entretanto, apenas se casa com ela em 1962, um ano antes do falecimento dela. 
Em 1929, Eugenio Montale foi nomeado diretor do Gabinete científico literário G. P. Vieusseux e passa a colaborar para a revista Solaria. e tem alguns de seus poemas traduzidos para o inglês por T. S. Eliot. Em 1938 é demitido do Gabinete Científico Literário Vieusseux por não assinar a lista de inscrição ao partido fascista. Passa a viver de traduções e artigos, como os que escreve para as revistas Campo di Marte e Letteratura.  Durante esses anos de guerra, dedicou-se à tradução de autores como Miguel de Cervantes, Christopher Marlowe, Herman Melville, Mark Twain e William Faulkner. Cabe mencionar que neste tempo Montale abrigou os escritores perseguidos pelo fascismo/nazismo,  Umberto Saba e Carlo Levi. Em 1939 sai o seu segundo livros de poemas, Le occasioni. Em 1945 se inscreve no Partito d’Azione. Passa a ser colaborador do Corriere della Sera como crítico de música, e muda-se para Milão. Em 1962 Montale recebe o prêmio Antonio Feltrinelli. Em 1966 é nomeado senador vitalício pelo presidente Giuseppe Saragat. Recebe prêmio Nobel de literatura em 1975. Morre em 1981.

## Obra
Em janeiro de 1949 conheceu em Turim a jovem poetisa Maria Luisa Spaziani, a quem encorajou a publicar as suas obras. Uma intensa amizade se desenvolveu entre os dois poetas. Spaziani tornou-se uma espécie de musa de Montale, especialmente na série de poemas intitulada "Madrigali privati" pertencente ao livro La bufera e altro (1956) onde Montale constrói um poema inteiro ("Da un lago svizzero") usando como acróstico o nome de Maria Luisa Spaziani. Não há nenhum outro exemplo desse recurso em toda a obra de Montale. 
- Ossi di seppia (1925)
- Le occasioni (1939)
- Finisterre (1943)
- Quaderno di traduzioni (1948)
- La bufera e altro (1956)
- Farfalla di Dinard (1956)
- Xenia (1966)
- Auto da fè (1966)
- Fuori di casa (1969)
- Satura (1971)
- Diario del '71 y del '72 (1973)
- Sulla poesia (1976)
- Quaderno di quattro anni (1977)
- Altri versi (1980)
- Diario póstumo (1996).